# 親不知駅
親不知駅（おやしらずえき）は、新潟県糸魚川市大字歌字平にある、えちごトキめき鉄道日本海ひすいラインの駅である。駅舎は、2023年（令和5年）2月27日に国の登録有形文化財に登録されている。

## 歴史
- 1912年（大正元年）10月15日：鉄道院（国鉄）北陸本線の泊駅 - 青海駅間延伸時に開業（一般駅）[2]。
- 1977年（昭和52年）5月1日：貨物の取扱を廃止（旅客駅となる）[4]。信越化学工業の専用線があり、石灰石を黒井駅、武生駅へ発送していた。
- 1984年（昭和59年）2月1日：荷物の取扱を廃止[4]。
- 1985年（昭和60年）4月1日：駅員無配置駅となる[5]。
- 1987年（昭和62年）4月1日：国鉄分割民営化により西日本旅客鉄道（JR西日本）の駅となる[6]。
- 1994年（平成6年）：完全無人化。
- 2015年（平成27年）3月14日：北陸新幹線・長野駅 - 金沢駅間延伸開業に伴いえちごトキめき鉄道へ移管[2]。
- 2023年（令和5年）：駅舎が国の登録有形文化財に登録される[3]。

## 駅構造

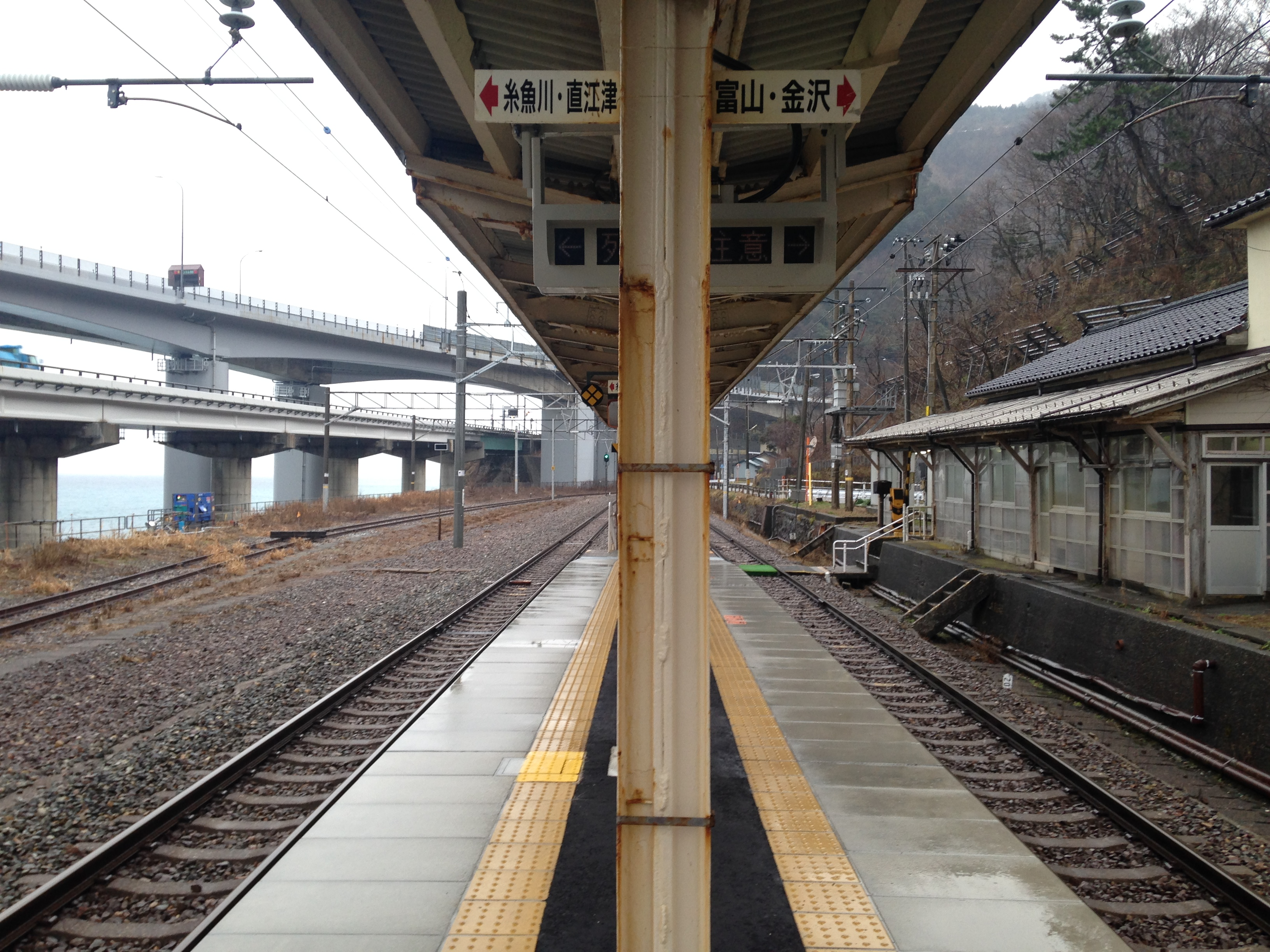
ホーム（2015年1月）

線路は西から東に通り、駅舎は南側に設けられている。地上駅で、基本的には島式ホーム1面2線を有する構造。南側の線路に泊方面の列車が、北側の線路に直江津方面の列車が発着する。島式ホームの青海方の端がスロープになっていて、そこから遮断機つきの構内踏切が駅舎にのびている。
この他に当駅にはもう1本ホームがあり、この上に駅舎がある。駅舎の市振方に貨物用の切欠きホームがあって、側線が入っていた。場内・出発信号機も備える。
駅舎は木造瓦葺の建築物。基本的には一階建てであるが、駅事務室の一部のみ2階建てである。駅舎内部には待合所と駅事務室があるが、無人駅であるため駅事務室は普段使われず、待合所にある出札窓口も閉鎖されている。待合所の内部には長椅子が設置されているほか、親不知の観光案内が掲示されている。
JR西日本時代は糸魚川地域鉄道部が管理する無人駅で、一時期自動券売機が設置されていた。

### のりば
| ホーム | 路線                | 方向 | 行先         |
| ------ | ------------------- | ---- | ------------ |
| 駅舎側 | ■日本海ひすいライン | 上り | 泊・富山方面 |
| 反対側 | ■日本海ひすいライン | 下り | 直江津方面   |

- 案内板には単に「富山・金沢」や「糸魚川・直江津」と表記されているのみで、案内上の乗り場番号は設定されていない。
- 接近表示器から流れるメロディは、糸魚川・直江津方面が『村の鍛冶屋』、泊・富山方面は『エリーゼのために』である。また、泊方面と直江津方面の両方から列車が接近した場合『アニーローリー』が流れる。

## 利用状況
近年の1日平均乗車人員は以下の通りである。
| 年度   | 1日平均 乗車人員 |
| ------ | ---------------- |
| 2004年 | 56               |
| 2005年 | 48               |
| 2006年 | 43               |
| 2007年 | 41               |
| 2008年 | 39               |
| 2009年 | 38               |
| 2010年 | 35               |
| 2011年 | 34               |
| 2012年 | 31               |
| 2013年 | 31               |
| 2014年 | 23               |
| 2015年 | 20               |
| 2016年 | 20               |
| 2017年 | 18               |
| 2018年 | 15               |
| 2019年 | 13               |
| 2020年 | 11               |
| 2021年 | 10               |
| 2022年 | 9                |
| 2023年 | 10               |

## 駅周辺

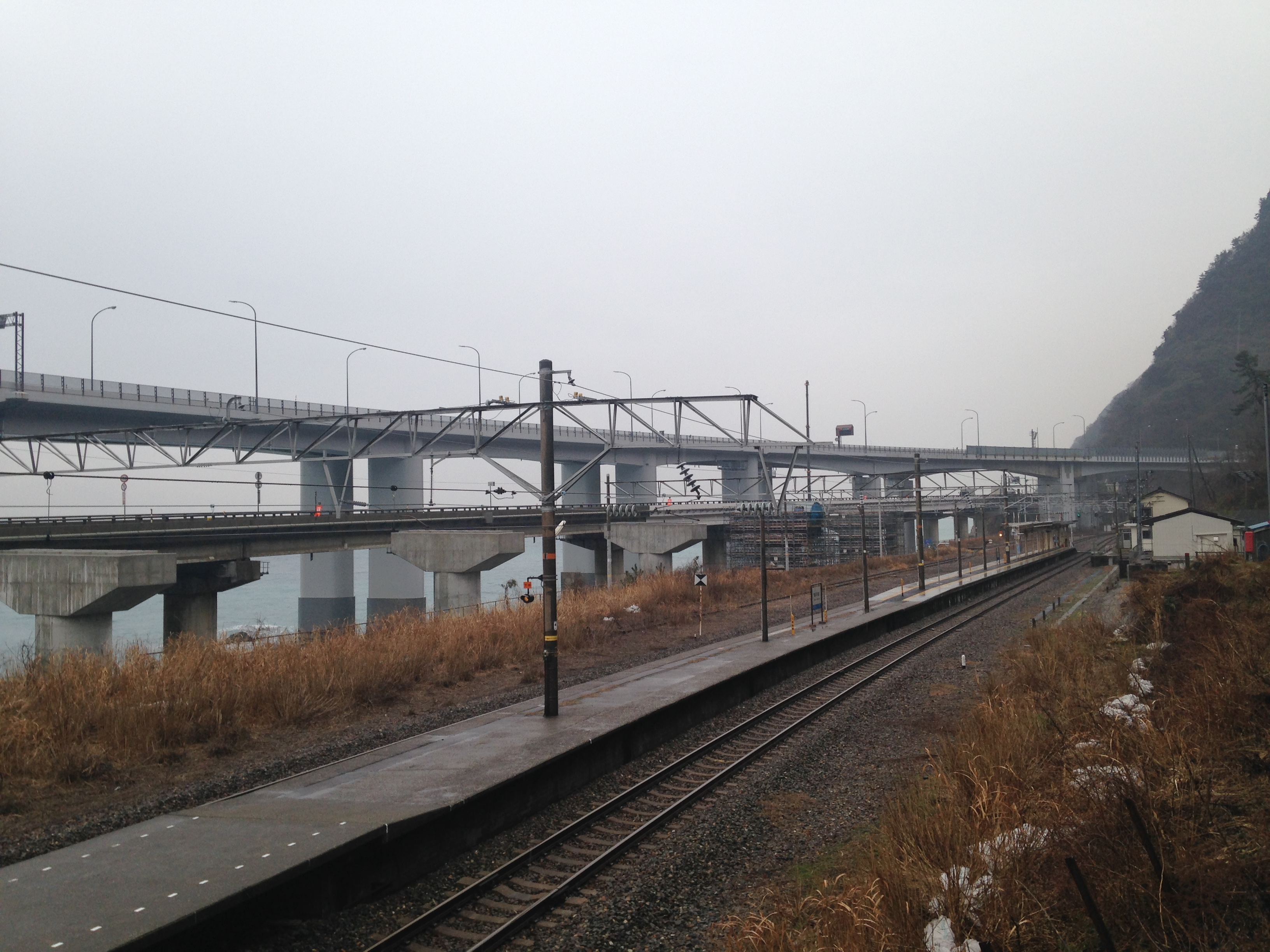
ホーム遠景（2015年1月）

駅は市振駅の附近から青海駅の近くまで続く親不知のほぼ中間に位置し、親不知はこの附近を境に市振方が「親不知」、青海方が「子不知」に大分される。駅名は親不知であるが、歌川の河口に位置し、親不知の峻険な地形にあって若干の平地が開けた、歌の集落の近くに所在する。歌の集落へは当駅から東へ100メートルほどの距離であるが、駅前にも県道に沿って建物が点在している。
北側は海。線路が海岸線に沿って東西に走り、駅舎は南側を走る県道525号に面して設けられている。駅から海の方向を望むと海面を見ることができるが、海岸線附近から海沿いに掛けて北陸自動車道と国道8号の高架が並行して走っている。かつて海岸線にそって旧線が通っていたときは砂浜と松並木の沿線風景であったが、海流が変わり砂浜は浸食されて消失した。
駅から県道を西側へ700メートルほど行くと外波川河口に開けた外波の集落に至る。この附近には親不知インターチェンジや道の駅親不知ピアパークの他、小さな港がある。親不知に沿って駅附近から天嶮を経て市振までは、徒歩でおよそ2時間ほどの道のりである。
- 親不知海水浴場
- 道の駅親不知ピアパーク[18]
  - 青海川の上流は国の天然記念物にも指定されたヒスイの原産地であるが、盗掘が絶えず、1998年（平成10年）に指定を一時解除した上で原石の一部が様々な施設に移された。この道の駅に併設されている「翡翠ふるさと館」にも巨大なヒスイの岩塊が移設され、原石は1999年（平成11年）に再度天然記念物の指定を受けた。
- 親不知郵便局

## バス路線
糸魚川市コミュニティバス きらら玉ノ木線
- 今村新田入口・青海駅／市振駅・玉の木方面
  - 金曜のみ運行（3.5往復）。年末年始（12月29日 - 翌年1月3日）と、祝日に重なった場合は運休。1乗車100円。

## 隣の駅
えちごトキめき鉄道
■日本海ひすいライン
市振駅 - 親不知駅 - 青海駅